# 布莱尔·图克
布莱尔·图克（英語：Blair Tuke，1989年7月25日—），新西兰男子帆船运动员。他曾代表新西兰参加2012年、2016年和2020年夏季奥林匹克运动会帆船比赛，获得一枚金牌和二枚银牌。